# Jan Kliment
Jan Kliment (Myjava, Eslovaquia, 1 de septiembre de 1993) es un futbolista checo que juega de delantero en el S. K. Sigma Olomouc de la Liga de Fútbol de la República Checa.

## Clubes
| Club                                      | País            | Año       |
| ----------------------------------------- | --------------- | --------- |
| F. C. Vysočina Jihlava                    | República Checa | 2012-2015 |
| →F. K. Dukla Banská Bystrica (a préstamo) | Eslovaquia      | 2014      |
| VfB Stuttgart                             | Alemania        | 2015-2018 |
| →Brøndby IF (a préstamo)                  | Dinamarca       | 2016-2018 |
| VfB Stuttgart II                          | Alemania        | 2018-2020 |
| 1. F. C. Slovácko                         | República Checa | 2020-2021 |
| Wisła Cracovia                            | Polonia         | 2021-2022 |
| F. C. Viktoria Plzeň                      | República Checa | 2022-2024 |
| S. K. Sigma Olomouc                       | República Checa | 2024-     |

## Palmarés

### Títulos nacionales
| Título                     | Club                | País            | Año  |
| -------------------------- | ------------------- | --------------- | ---- |
| Copa de Dinamarca          | Brøndby IF          | Dinamarca       | 2018 |
| Copa de la República Checa | S. K. Sigma Olomouc | República Checa | 2025 |